# مؤشر التطور الاجتماعي

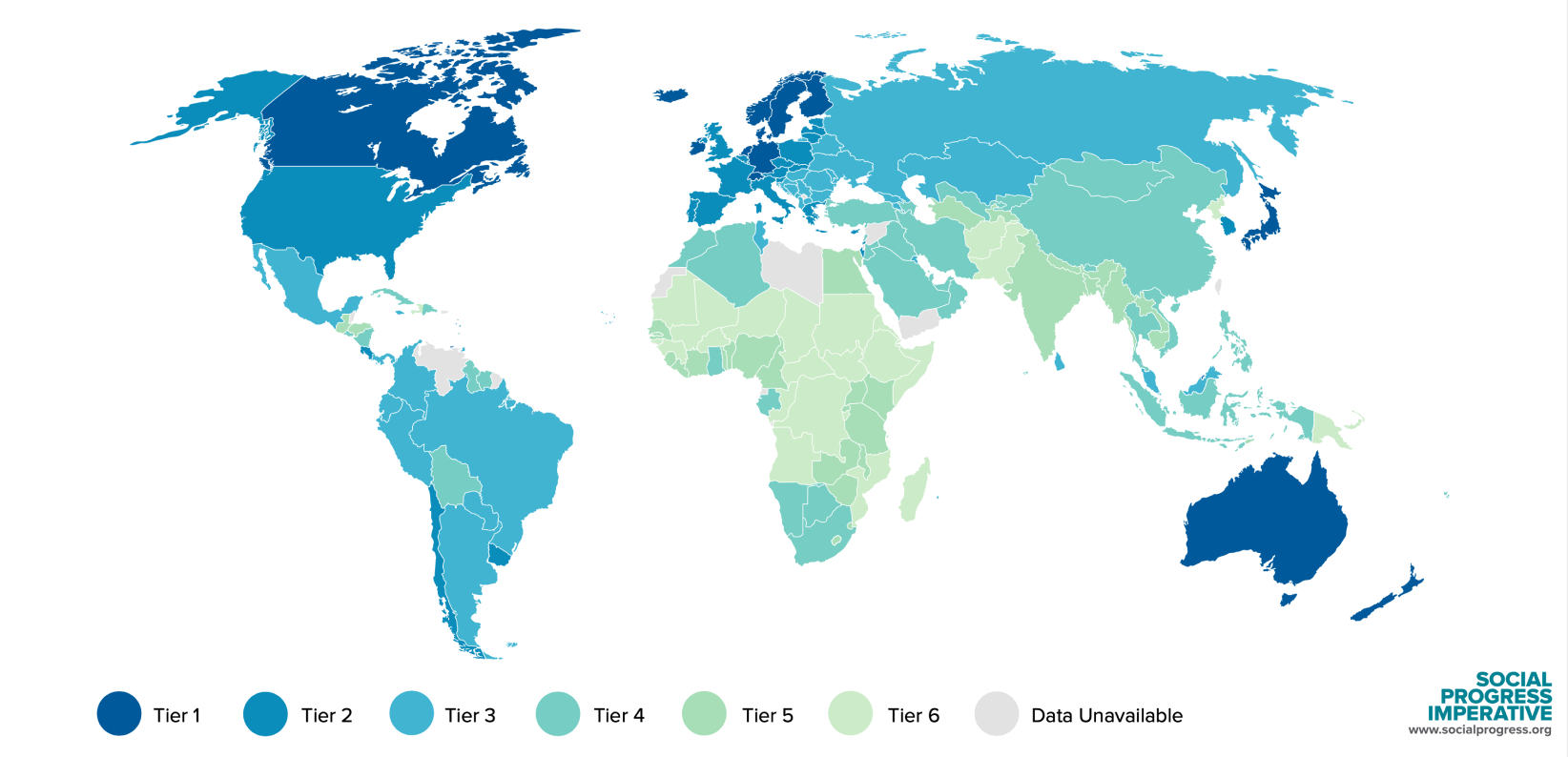
مؤشر التقدم الاجتماعي 2018

مؤشر التقدم الاجتماعي يقيس مدى التقدم الذي تحرزه البلدان في تلبية الاحتياجات الاجتماعية والبيئية لمواطنيها. وللحكم على الأداء النسبي لدول العالم، يستخدم المقياس 54 مؤشراً تغطي ثلاثة مجالات رئيسة: الحاجات البشرية الأساسية، وأسس العيش الكريم، ومدى توافر فرصة التطور. ويُنشر المؤشر من قبل منظمة غير ربحية تدعى Social Progress Imperative، ويستند إلى كتابات ثلاثة مفكرين: أمارتيا سن، ودوغلاس نورث، وجوزيف ستيجلز. ويقيس المؤشر مدى رفاه المجتمع عبر رصد النواتج الاجتماعية والبيئية مباشرةً، عوضاً عن العوامل الاقتصادية. وتتضمن العوامل الاجتماعية والبيئية كلاً من السلامة العامة (الصحة والمأوى وخدمات الصرف الصحي)، والمساواة، والدمج، والاستدامة، بالإضافة إلى الحرية والأمن الشخصي.

## المنهجية
يجمع المؤشر بين ثلاثة أبعاد رئيسة:
1. الحاجات البشرية الأساسية
2. أسس العيش الكريم
3. توافر الفرصة لجميع الأفراد لتسخير كامل طاقاتهم

يتكون كلّ واحد من هذه الأبعاد الثلاثة من أربعة مكونات أساسية، يتألف كل منها بدوره من مؤشرات (مقاييس) محددة (يتراوح عددها بين 3-5) دالة على النتائج. وقد اختيرت المقاييس المتضمنة في المؤشر لأنها قابلة للقياس على نحو مناسب، باستخدام منهجية متسقة، من قبل المنظَّمة نفسها في جميع الدول المتضمنة في العينة. ويهدف هذا الإطار إلى تحديد مجموعة واسعة من العوامل المترابطة فيما بينها التي تُظهِر أبحاث العلماء وتجارب أصحاب الخبرة العملية أنها تشكل دعائم التقدم الاجتماعي.
يتميز مقياس التقدم الاجتماعي بميزتين أساسيتين:
1. استبعاد المتغيرات الاقتصادية
2. استخدام مقاييس دالة على النتائج عوضاً عن المدخلات

وعند بناء المؤشر، عمدت منظمة Social Progress Imperative إلى تقييم مئات المقاييس المحتملة، بما في ذلك استشارة باحثين في معهد ماساتشوستس للتكنولوجيا، من أجل تحديد أفضل المقاييس التي تميِّز أداء الأمم المختلفة. ويستخدم المؤشر مقاييس دالة على النتائج عندما تتوافر بيانات كافية أو أفضل بديل عنها.

## التصنيفات والنقاط لعام 2018 مصنفة بحسب الدول
| الدولة           | 2018    | 2018   |
| الدولة           | التصنيف | النقاط |
| ---------------- | ------- | ------ |
| النرويج          | 1       | 90.26  |
| أيسلندا          | 2       | 90.24  |
| سويسرا           | 3       | 89.97  |
| الدنمارك         | 4       | 89.96  |
| فنلندا           | 5       | 89.77  |
| اليابان          | 6       | 89.74  |
| هولندا           | 7       | 89.34  |
| لوكسمبورغ        | 8       | 89.27  |
| ألمانيا          | 9       | 89.21  |
| نيوزيلندا        | 10      | 89.12  |
| السويد           | 11      | 88.99  |
| أيرلندا          | 12      | 88.82  |
| المملكة المتحدة  | 13      | 88.74  |
| كندا             | 14      | 88.62  |
| أستراليا         | 15      | 88.32  |
| فرنسا            | 16      | 87.88  |
| بلجيكا           | 17      | 87.39  |
| كوريا الجنوبية   | 18      | 87.13  |
| إسبانيا          | 19      | 87.11  |
| النمسا           | 20      | 86.76  |
| إيطاليا          | 21      | 86.04  |
| سلوفينيا         | 22      | 85.50  |
| سنغافورة         | 23      | 85.42  |
| البرتغال         | 24      | 85.36  |
| الولايات المتحدة | 25      | 84.78  |
| التشيك           | 26      | 84.66  |
| إستونيا          | 27      | 83.49  |
| قبرص             | 28      | 82.85  |
| اليونان          | 29      | 82.59  |
| إسرائيل          | 30      | 82.47  |
| ليتوانيا         | 31      | 81.86  |
| بولندا           | 32      | 81.21  |
| كوستاريكا        | 33      | 80.99  |
| تشيلي            | 34      | 80.61  |
| سلوفاكيا         | 35      | 80.34  |
| هنغاريا          | 36      | 80.11  |
| كرواتيا          | 37      | 79.60  |
| الأورغواي        | 38      | 79.40  |
| لاتفيا           | 39      | 79.25  |